# Angoulins
Angoulins är en kommun i departementet Charente-Maritime i regionen Nouvelle-Aquitaine i sydvästra Frankrike. Kommunen ligger  i kantonen Aytré som ligger i arrondissementet La Rochelle. År 2022 hade Angoulins 4 147 invånare.

## Befolkningsutveckling
Antalet invånare i kommunen Angoulins
Referens:INSEE